# Oscilador harmônico

Oscilador harmônico simples (ideal, sem amortecimento)

Em física, especialmente em mecânica clássica, um oscilador harmônico é um sistema que, quando deslocado de sua posição de equilíbrio, sofre uma força restauradora F proporcional ao deslocamento x:
{\displaystyle {\vec {F}}=-k{\vec {x}},} em que k é uma constante positiva.
Se F for a única força atuando no sistema, ele é denominado oscilador harmônico simples e estará sujeito a um movimento harmônico simples ( que se repete a intervalos regulares), constituído de oscilações senoidais em torno do ponto de equilíbrio, com amplitude e frequência constantes (sendo que a frequência independe da amplitude). 
Caso haja também uma força de amortecimento proporcional à velocidade, o oscilador harmônico é descrito como um oscilador amortecido . O sistema pode, dependendo do coeficiente de amortecimento:
- Oscilar com frequência menor que em um oscilador não-amortecido e com uma amplitude decrescente com o tempo (amortecimento subcrítico)
- Decair para a posição de equilíbrio, sem oscilações (amortecimento supercrítico)
- Decair mais rapidamente que no caso supercrítico, sem oscilações (criticamente amortecido)

Se houver uma força externa, dependente do tempo, atuando sobre o sistema, o oscilador harmônico, é dito forçado.  

## Classificação
Segundo a Física clássica, bem como a Física quântica relativística pode ser classificado como:
1. oscilador harmônico simples (que não é forçado nem amortecido);
2. oscilador harmônico complexo, (que é forçado e/ou amortecido):
  1. oscilador harmônico apenas forçado; ou
  2. oscilador harmônico apenas amortecido; ou
  3. oscilador harmônico forçado e amortecido;

Considerar osciladores harmônicos complexos como osciladores harmônicos simples ideais, (em sua idealização físico matemática), representa ganhos em diversos aspectos. No entanto, a rigor, cada tipo de oscilador requer um tratamento físico-matemático específico, como será visto abaixo.

## Oscilador harmônico simples
O oscilador harmônico simples consiste em um sistema que contém uma massa, sobre a qual atua uma força F , que empurra a massa em direção ao ponto x=0 (posição inicial), e que depende apenas, da posição, da massa e de uma constante {\displaystyle k}, o equilíbrio, segundo 2ª Lei de Newton, se dá por:
{\displaystyle F=ma=-kx\,}
A aceleração a é igual a derivada segunda de x:

O diagrama à direita mostra um ponto (preto) girando em um círculo de raio A sobre a origem. O ângulo que ele faz com o eixo x a qualquer momento t é ωt, onde ω é sua velocidade angular em radianos por segundo. Sua projeção no eixo y (vermelho) mostra um movimento harmônico simples, dado por y (t) = Asin (ωt). O diagrama da esquerda mostra o movimento plotado como uma função de ωt.

{\displaystyle m{\frac {\mathrm {d} ^{2}x}{\mathrm {d} t^{2}}}=-kx}
Se definirmos {\displaystyle {\omega _{0}}^{2}=k/m}, então a solução poderá ser escrita do seguinte modo:
{\displaystyle {\frac {\mathrm {d} ^{2}x}{\mathrm {d} t^{2}}}+{\omega _{0}}^{2}x=0}
Podemos observar que:
{\displaystyle {\frac {\mathrm {d} ^{2}x}{\mathrm {d} t^{2}}}={\ddot {x}}={\frac {\mathrm {d} {\dot {x}}}{\mathrm {d} t}}{\frac {\mathrm {d} x}{\mathrm {d} x}}={\frac {\mathrm {d} {\dot {x}}}{\mathrm {d} x}}{\frac {\mathrm {d} x}{\mathrm {d} t}}={\frac {\mathrm {d} {\dot {x}}}{\mathrm {d} x}}{\dot {x}}}
Substituindo:
{\displaystyle {\frac {\mathrm {d} {\dot {x}}}{\mathrm {d} x}}{\dot {x}}+{\omega _{0}}^{2}x=0}
{\displaystyle \mathrm {d} {\dot {x}}\cdot {\dot {x}}+{\omega _{0}}^{2}x\cdot \mathrm {d} x=0}
Integrando:
{\displaystyle {\dot {x}}^{2}+{\omega _{0}}^{2}x^{2}=K}
onde K é uma constante, dado K = (A ω0)2
{\displaystyle {\dot {x}}^{2}=A^{2}{\omega _{0}}^{2}-{\omega _{0}}^{2}x^{2}}
{\displaystyle {\dot {x}}=\pm {\omega _{0}}{\sqrt {A^{2}-x^{2}}}}
{\displaystyle {\frac {\mathrm {d} x}{\pm {\sqrt {A^{2}-x^{2}}}}}={\omega _{0}}\mathrm {d} t}
Integrando dos dois lados (sendo φ a contante resultante da integração) teremos:
{\displaystyle {\begin{cases}\arcsin {\frac {x}{A}}=\omega _{0}t+\phi \\\arccos {\frac {x}{A}}=\omega _{0}t+\phi \end{cases}}}
E assim teremos a solução geral para x :
{\displaystyle x=A\cos {(\omega _{0}t+\phi )}\,}
Sendo que a amplitude {\displaystyle A\,} e a fase inicial {\displaystyle \phi \,} serão determinadas através das condições iniciais.
Do mesmo modo poderíamos escrever:
{\displaystyle x=A\sin {(\omega _{0}t+\phi )}\,}
Entretanto agora {\displaystyle \phi \,} está deslocado {\displaystyle \pi /2\,} em relação a forma anterior.
Ou senão podemos escrever também:
{\displaystyle x=A\sin {\omega _{0}t}+B\cos {\omega _{0}t}\,}
já que a que a soma de soluções de uma equação diferencial também é solução para a equação diferencial.
A frequência das oscilações será dada pela seguinte fórmula:
{\displaystyle \displaystyle f={\frac {\omega _{0}}{2\pi }}={\frac {1}{2\pi }}{\sqrt {\frac {k}{m}}}}
Portanto, em suma, o movimento é periódico, repetindo-se de forma s com amplitude constante A. Além de sua amplitude, o movimento de um oscilador harmônico simples é caracterizado por seu período {\displaystyle T=2\pi /\omega }, o tempo para uma única oscilação ou sua frequência,{\displaystyle \displaystyle f=1/T}, o número de ciclos por unidade de tempo. A posição em um determinado tempo t também depende da fase {\displaystyle \phi }, que determina o ponto inicial da onda senoidal. O período e a frequência são determinados pelo tamanho da massa me pela constante de força k, enquanto a amplitude e a fase são determinadas pelas condições iniciais.

## Oscilador harmônico amortecido

Comportamento do sistema amortecido em razão de γ

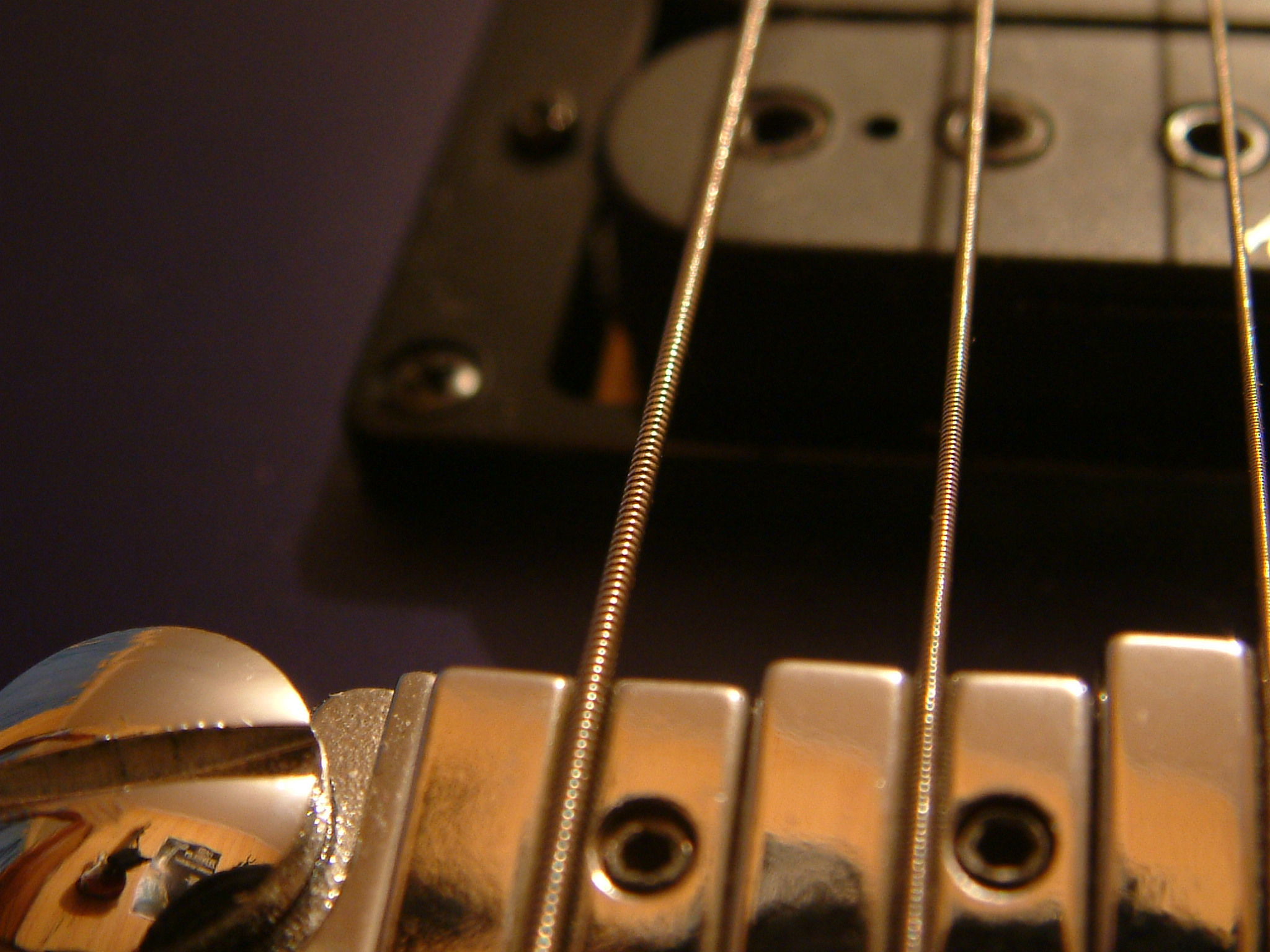
Outro oscilador harmônico amortecido

As oscilações harmônicas simples ocorrem em sistemas conservativos. No entanto, na prática sempre existe dissipação de energia. Assim, no caso de um pêndulo, as oscilações se amortecem devido à resistência do ar. As oscilações de um líquido em um tubo em U se amortecem devido à viscosidade do líquido. As vibrações de um diapasão produzem um som audível porque são comunicadas ao ar, gerando ondas sonoras. A energia utilizada para isto provém do oscilador, dando origem a amortecimento por emissão de radiação sonora. 
Como já conhecido, a resistência de um fluido, como o ar, ao deslocamento de um obstáculo, é proporcional à velocidade para velocidades suficientemente pequenas, o que se aplica a pequenas oscilações.  Portanto, quando o movimento de um oscilador é reduzido por uma força externa, dizemos que o oscilador e seu movimento são amortecidos. Em muitos sistemas que vibram a força de atrito Fa pode ser modelada como sendo proporcional à velocidade v do objeto: Fa = −bv, onde b é uma constante de amortecimento.
O equilíbrio de forças (Segunda lei de Newton) para osciladores harmônicos é, então,
{\displaystyle F=-bv-kx=-b{\frac {\mathrm {d} x}{\mathrm {d} t}}-kx}
{\displaystyle m{\frac {\mathrm {d} ^{2}x}{\mathrm {d} t^{2}}}=-kx-b{\frac {\mathrm {d} x}{\mathrm {d} t}}}
{\displaystyle {\frac {\mathrm {d} ^{2}x}{\mathrm {d} t^{2}}}+{\frac {\mathrm {} b}{\mathrm {} m}}{\frac {\mathrm {d} x}{\mathrm {d} t}}+{\frac {\mathrm {} k}{\mathrm {} m}}x=0}
Dessa forma, a equação de um oscilador amortecido pode ser reescrita :
{\displaystyle {\frac {\mathrm {d} ^{2}x}{\mathrm {d} t^{2}}}+\gamma {\frac {\mathrm {d} x}{\mathrm {d} t}}+\omega _{0}^{\,2}x=0,} onde
{\displaystyle \omega _{0}={\sqrt {\frac {k}{m}}}} é chamada de frequência natural do sistema, e
{\displaystyle \gamma ={\frac {b}{m}}} é chamado de coeficiente de amortecimento.
A solução desta equação é dada pela amplitude em função do tempo, e pode ser escrita como:
{\displaystyle x(t)=Ae^{\frac {-\gamma t}{2}}\cos(\omega t+\phi )}
Podemos considerar a equação acima como uma função cosseno, cuja amplitude diminui gradualmente em função do tempo.
A velocidade angular do oscilador harmônico amortecido depende da frequência natural e é dada por :
{\displaystyle \omega ^{2}=\omega _{0}^{2}-{\frac {\gamma ^{2}}{4}}}, onde 
{\displaystyle \omega =2\pi f}, com ' f ' sendo o inverso do período de oscilação.
Em termos de energia, para um oscilador não amortecido, esta é constante. Se o oscilador é amortecido, a energia mecânica não é constante e diminui com o tempo.
O cálculo da energia mecânica pode ser feito utilizando a seguinte expressão:
{\displaystyle E(t)={\frac {1}{2}}kA^{2}e^{-\gamma t}{}}

### Casos de amortecimento
O valor da frequência natural  {\displaystyle \omega _{0}} determina criticamente o comportamento do sistema. Nesse sentido, um oscilador harmônico amortecido pode ser:
- Supercrítico (ω 0 < {\displaystyle {\frac {\gamma }{2}}}): O sistema retorna (decai exponencialmente) para o estado estável sem oscilar. Neste caso, aparecerá na frequência final um termo real de forma que a oscilação não mais existirá (seno ou cossenos hiperbólicos). [3]

- Criticamente amortecido (ω 0 ≈ {\displaystyle {\frac {\gamma }{2}}}):  O sistema retorna para o estado estável tão rapidamente quanto possível sem oscilar. Isto é frequentemente desejado para o amortecimento de sistemas como os de portas. Outra aplicação para este tipo de amortecimento é o uso de balanças, onde ao ser efetuada uma pesagem, espera-se que a leitura estabilize-se no menor tempo possível ao invés de ficar oscilando por um longo período.[4]

- Subamortecido (ω 0 > {\displaystyle {\frac {\gamma }{2}}}): O sistema oscila (com uma freqüência levemente diferente que o do caso não amortecido) com a amplitude gradualmente decrescendo a zero. Neste caso, a solução de seno ou cosseno escrita em números complexos possui um expoente imaginário. [3]

## Oscilador harmônico forçado
Até aqui, foi considerado apenas oscilações livres, em que o oscilador recebe uma certa energia inicial (através de seu deslocamento e velocidade iniciais)  e depois é solto, evoluindo livremente. O período de oscilação é determinado pela própria natureza do oscilador, ou seja, por sua inércia e pelas forças restauradoras que atuam sobre ele. A oscilação é amortecida pelas forças dissipativas atuantes. 
Agora, será estudado o efeito produzido sobre o oscilador por uma força externa periódica. O período desta força não coincidirá com o período próprio do oscilador, de modo que as oscilações por ela produzidas chamam-se oscilações forçadas. Portanto, para manter as oscilações num sistema harmônico amortecido é preciso fornecer energia ao sistema. Diz-se então que o sistema está sendo forçado ou excitado, como por exemplo em um circuito RLC (resistor-indutor-capacitor), ou então, as oscilações de uma pessoa sentada num balanço sob a ação de empurrões periódicos.
A força atuante sobre o sistema é uma força diretriz, de variação com o tempo e é da forma:
{\displaystyle F=F_{max}\cos(\omega _{e}t)}, onde {\displaystyle F_{max}}  é o módulo máximo da força e {\displaystyle \omega _{e}} é a frequência angular da força diretriz.    
A força resultante será a soma das forças diretriz periódica, restauradora elástica e de atrito. Logo, pela Segunda Lei de Newton:    
{\displaystyle F-kx-bv=ma}
{\displaystyle F-kx-b{\frac {dx}{dt}}=m{\frac {d^{2}x}{dt^{2}}}}
Que usualmente é reescrita na forma:
{\displaystyle {\frac {d^{2}x}{dt^{2}}}+\gamma {\frac {dx}{dt}}+\omega _{0}^{2}x={\frac {F}{m}}}
Vale ressaltar que {\displaystyle \omega _{e}}é diferente de {\displaystyle \omega _{0}}. O oscilador oscila com a frequência da força aplicada ( {\displaystyle \omega _{e}}) e não com sua frequência natural ( {\displaystyle \omega _{0}}).
A solução desta equação é obtida pela soma de duas funções: a primeira (XH), que corresponde a qualquer um dos casos discutidos do movimento harmônico amortecido, só existe no início do movimento. Já a segunda função (XNH) permanece durante todo o movimento.
Portanto:
{\displaystyle X=X_{H}+X_{NH}}
{\displaystyle x(t)=Ae^{\frac {-\gamma t}{2}}\cos(\omega t+\phi )+{\frac {F_{max}\cos(\omega _{e}t)}{m(\omega _{e}^{2}-\omega ^{2})}}}

### Ressonância
No caso particular em que não há amortecimento (b=0) e a frequência diretriz é equivalente à frequência natural do sistema ( {\displaystyle \omega _{e}\simeq \omega }), a amplitude tende ao infinito. A esse fenômeno é atribuído o nome de ressonância. Alguns exemplos de aplicação e ocorrência de ressonância estão listados abaixo:
- Marcha sobre pontes: Um dos efeitos catastróficos produzidos pela ressonância é o desabamento de pontes que entram em ressonância com a marcha cadenciada de uma tropa de soldados ao atravessá-las.[1]

- Taças de cristal: Cantores de ópera conseguem quebrar um cálice com o poder de suas vozes, ao induzirem vibrações muito fortes. Sons emitidos por órgãos e flautins são capazes de quebrar janelas.[4]
- Colapso da Ponte de Tacoma (USA - 1940): O fenômeno da ressonância desempenha um papel importante no projeto de sistemas mecânicos, nos quais há forças vibratórias, pois as grandes amplitudes previstas podem ocasionar uma ruptura do sistema. Neste caso, a força externa apareceu em decorrência da má aerodinâmica da ponte.[4]
- Queda de aviões comerciais (1959-1960): Um avião comercial ultrapassou uma velocidade crítica provocando trepidação excessiva da hélice e do motor; essa vibração foi transferida para a asa, que já apresentava seu próprio movimento oscilatório de modo que a amplitude de movimento foi tamanha que a asa partiu-se.[4]
- Tuned mass damper: Um amortecedor de massa sintonizado, também conhecido como absorvedor harmônico ou amortecedor sísmico, é um dispositivo montado em estruturas para reduzir a amplitude das vibrações mecânicas. Sua aplicação pode evitar desconforto, danos ou falha estrutural direta. Eles são frequentemente usados em transmissão de energia, automóveis e edifícios.[3]

## Análise do oscilador harmônico amortecido pela Transformada de Laplace
O oscilador harmônico é um sistema que pode ser resolvido de diversas maneiras e uma delas é por meio da Transformada de Laplace. 
A equação que define o movimento é obtida a partir da segunda lei de Newton:
{\displaystyle m{\vec {a}}=\sum _{i=1}^{n}{\vec {F_{i}}}}
onde a = {\displaystyle y''} é a aceleração  e {\displaystyle \sum _{i=1}^{n}{\vec {F_{i}}}}  representa o somatório de todas as forças presentes.
As forças envolvidas são a força da mola F1 = {\displaystyle -ky} e a força de atrito F2 = {\displaystyle -uy'}. Os termos {\displaystyle k,u} e {\displaystyle y'}  representam a constante da mola, a constante de amortecimento e a velocidade do corpo preso a sua extremidade, respectivamente.
Ao representar as forças no sistema na segunda lei de newton, obtemos:
{\displaystyle my''(t)=F1+F2=-ky(t)-uy'(t)}
ou seja,
{\displaystyle my''(t)+ky(t)+uy'(t)=0}
Condições iniciais são definidas para o sistema:
{\displaystyle y(0)=0}
{\displaystyle y'(0)=0}
A transformada de Laplace é aplicada para calcular {\displaystyle y(t)}:
{\displaystyle m}{\displaystyle {\mathcal {L}}\left\{{y''(t)}\right\}} + {\displaystyle u} {\displaystyle {\mathcal {L}}\left\{{y'(t)}\right\}} + {\displaystyle k} {\displaystyle {\mathcal {L}}\left\{{y(t)}\right\}} = 0
Aplicando as propriedades de Laplace, a equação resultante é:
{\displaystyle Y(s)={\frac {msy(0)+my'(0)+uy(0)}{ms^{2}+us+k}},}
Para obter a expressão de {\displaystyle y(t)} é necessário aplicar a transformada inversa:
{\displaystyle f(t)={\mathcal {L}}^{-1}\left\{{\frac {msy(0)+my'(0)+uy(0)}{ms^{2}+us+k}}\right\}}